# Flussleitstück

Magnetischer Näherungsschalter mit erhöhter Empfindlichkeit durch Feldführung

Ein Flussleitstück oder Flusskonzentrator ist ein Bauteil aus einem magnetisch hochpermeablen Material (z. B. Weicheisen), welches infolge dieser Eigenschaft den magnetischen Fluss eines auf das Leitstück wirkenden Magnetfeldes in sich konzentriert (verstärkt) bzw. (weiter)leitet, z. B. zu einem Dauermagneten (etwa beim Magnetisieren desselben) oder auf einen Magnetfeldsensor (etwa um dessen Empfindlichkeit zu erhöhen oder die Messachse zu verändern).
Auch für galvanisch getrennte Stromsensoren werden Flussleitstücke eingesetzt, z. B. in einer Stromzange.
Flussleitstücke werden auch in Elektromotoren und Generatoren (als Polschuh), Lautsprechern und Mikrofonen eingesetzt.
Mit dem allgemeinen Trend zur Miniaturisierung werden Flussleitstücke inzwischen auch auf integrierte Schaltkreise mit magnetischen Sensorelementen aufgebracht.